# 1180

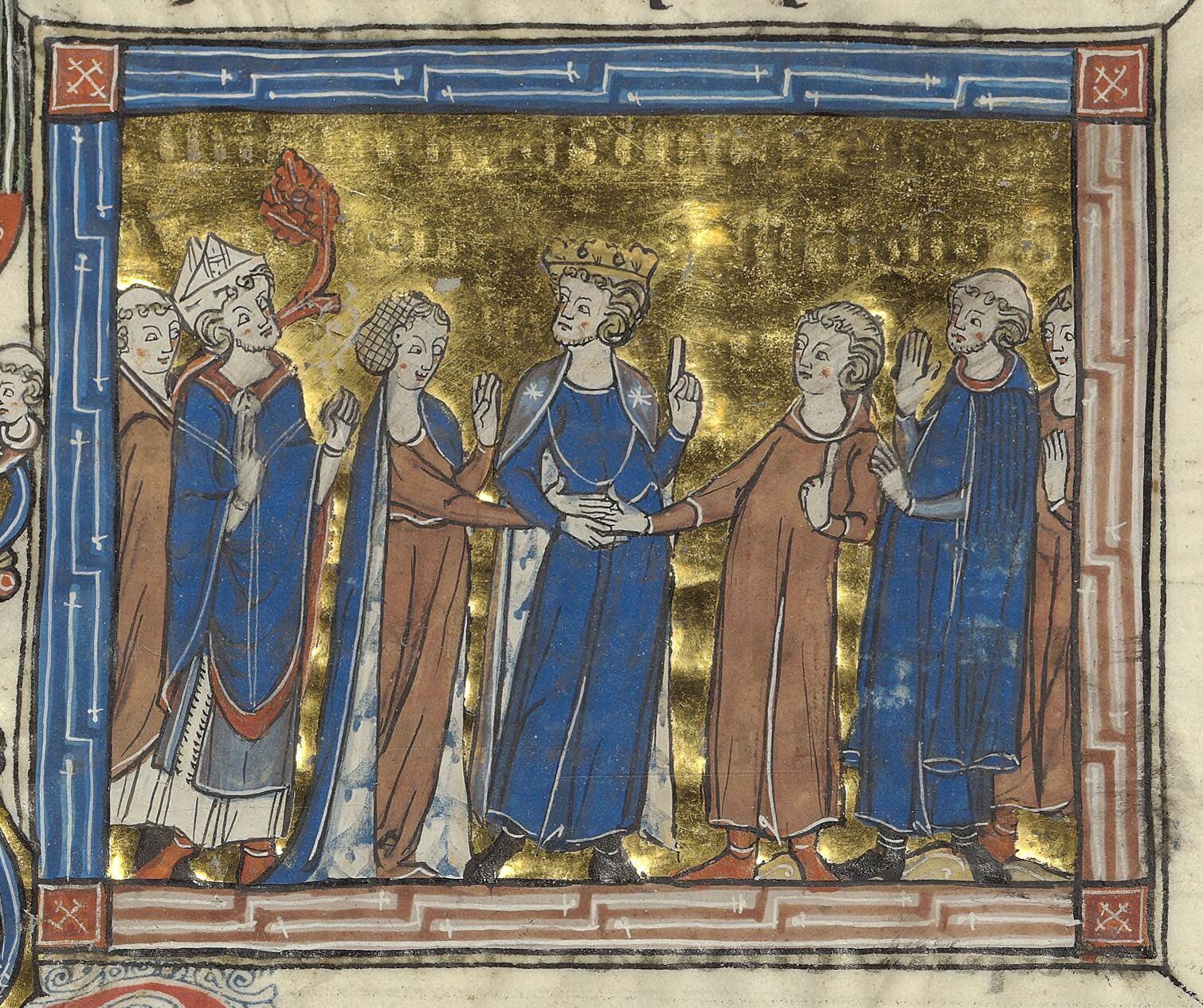
huwelijk van Guy van Lusignan en Sibylla van Jeruzalem

Het jaar 1180 is het 80e jaar in de 12e eeuw volgens de christelijke jaartelling.

## Gebeurtenissen
januari
- januari - Paus Alexander III, ten derden male uit Rome verdreven weet een aantal aanhangers van zijn tegenpaus Innocentius III om te kopen en de tegenpaus wordt gevangengezet.

maart
- 2 - Alexios II Komnenos trouwt met Agnes van Frankrijk. Agnes' naam wordt voor de gelegenheid vergriekst tot Anna.

april
- 13 In Gelnhausen wordt beslist naar wie de bezittingen van de in ongenade gevallen hertog Hendrik de Leeuw zullen gaan. Hierbij krijgt Bernhard van Anhalt het oostelijke deel van de bezittingen van de Welfen, waaronder Saksen. Het hertogdom Westfalen komt aan de aartsbisschop van Keulen. Stiermarken en Meranië worden afgesplitst van Beieren en worden afzonderlijke hertogdommen.
- 22 - De Japanse "minister-president" Taira no Kiyomori slaagt er in, zijn tweejarige kleinzoon Antoku tot keizer te laten kronen.
- 28 - Filips II van Frankrijk trouwt met Isabella van Henegouwen en krijgt Artesië als bruidsschat.

mei
- 29 - Het jonge Franse koningspaar Filips & Isabella wordt gezalfd in de kathedraal van Saint-Denis.

augustus
- 17 - Opstand van 
Yoritomo Minamoto tegen Taira Kiyomori. Begin van de Genpei-oorlog, een strijd tussen de Taira en Minamoto clan om de heerschappij in Japan.

zonder datum
- In het Byzantijnse Rijk ontstaan spanningen omdat regentes Maria van Antiochië veel gunsten verleent aan de 'Franken', vertegenwoordigers van de Italiaanse maritieme republieken.
- De hoofdstad van Japan wordt voor enkele maanden naar Kobe verplaatst.
- Het Tibetaanse klooster Ralung wordt gesticht.
- Stadsrechten voor Damme (jaartal bij benadering) en Hulst
- Het Gravensteen te Gent wordt gebouwd.
- Sibylla van Jeruzalem trouwt met Guy van Lusignan. (jaartal bij benadering)
- Oudste vermelding van: Baileux, Hemelum, Lans, Maisières, Massenhoven, Niedorp, Schönberg, Völs

## Opvolging
- Abbasiden (kalief van Bagdad) - al-Mastudi opgevolgd door an-Nasir
- patriarch van Alexandrië (Grieks) - Eleutherius opgevolgd door Marcus III
- patriarch van Antiochië (Grieks) - Athanasius I opgevolgd door Theodosius III
- Artesië - Filips van de Elzas opgevolgd door Filips II van Frankrijk
- Beieren - Hendrik de Leeuw opgevolgd door Otto van Wittelsbach
- aartsbisdom Bremen - Siegfried van Anhalt als opvolging van Bertram
- Byzantijnse Rijk - Manuel I Komnenos opgevolgd door zijn zoon Alexios II onder regentschap van diens moeder Maria van Antiochië
- Frankrijk - Lodewijk VII opgevolgd door zijn zoon Filips II
- Japan (22 april) - Takakura opgevolgd door zijn zoon Antoku
- patriarch van Jeruzalem (Latijns) - Amalric van Nesle opgevolgd door Heraclius van Caesarea
- Mark - Everhard I opgevolgd door zijn zoon Frederik
- Saksen - Hendrik de Leeuw opgevolgd door Bernhard III
- Soissons - Cono opgevolgd door zijn broer Rudolf I
- Tirol - Berthold I opgevolgd door zijn zoon Berthold II

## Afbeeldingen

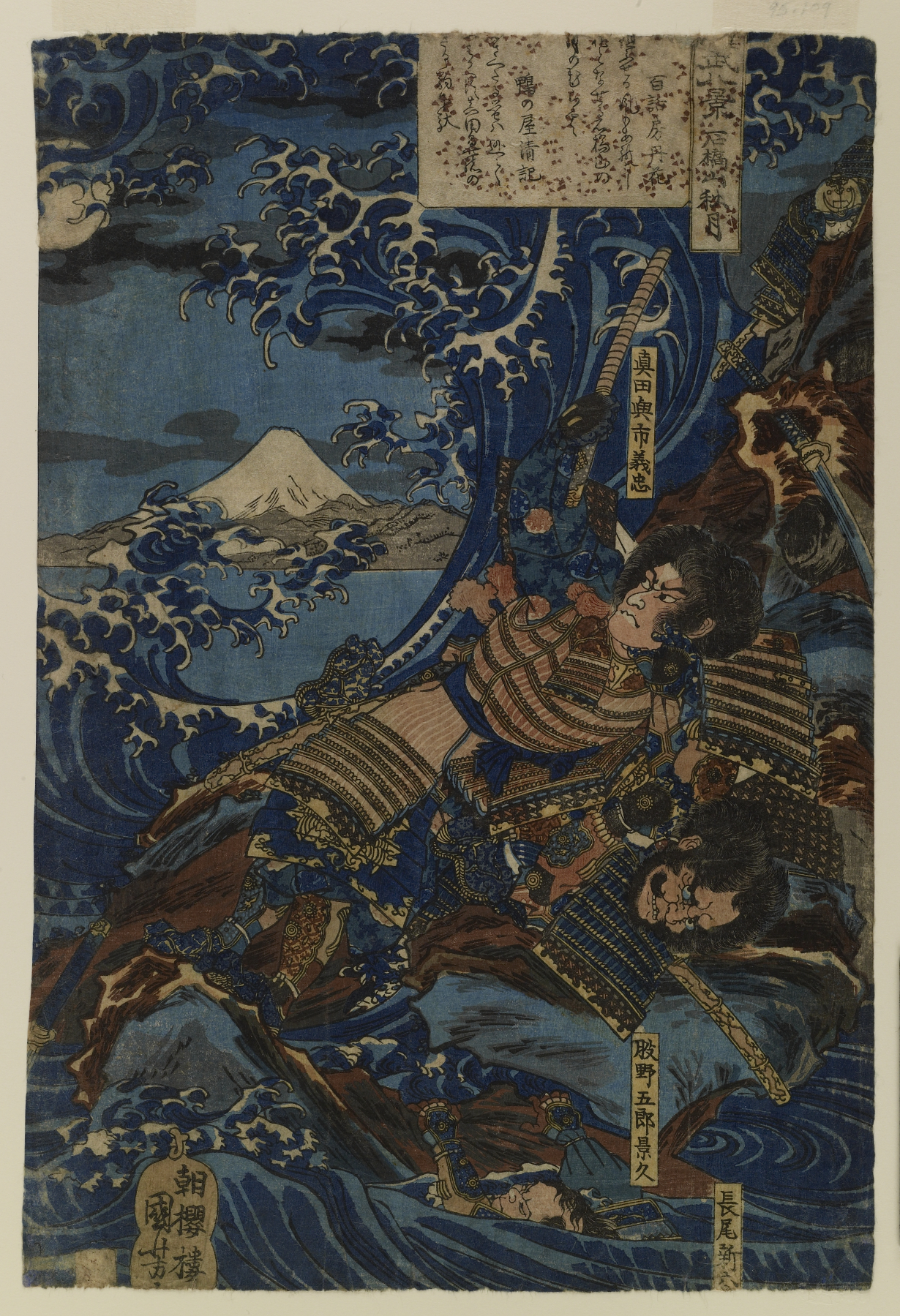
Slag bij Ishibashiyama, veldslag in het begin van de Genpei-oorlog
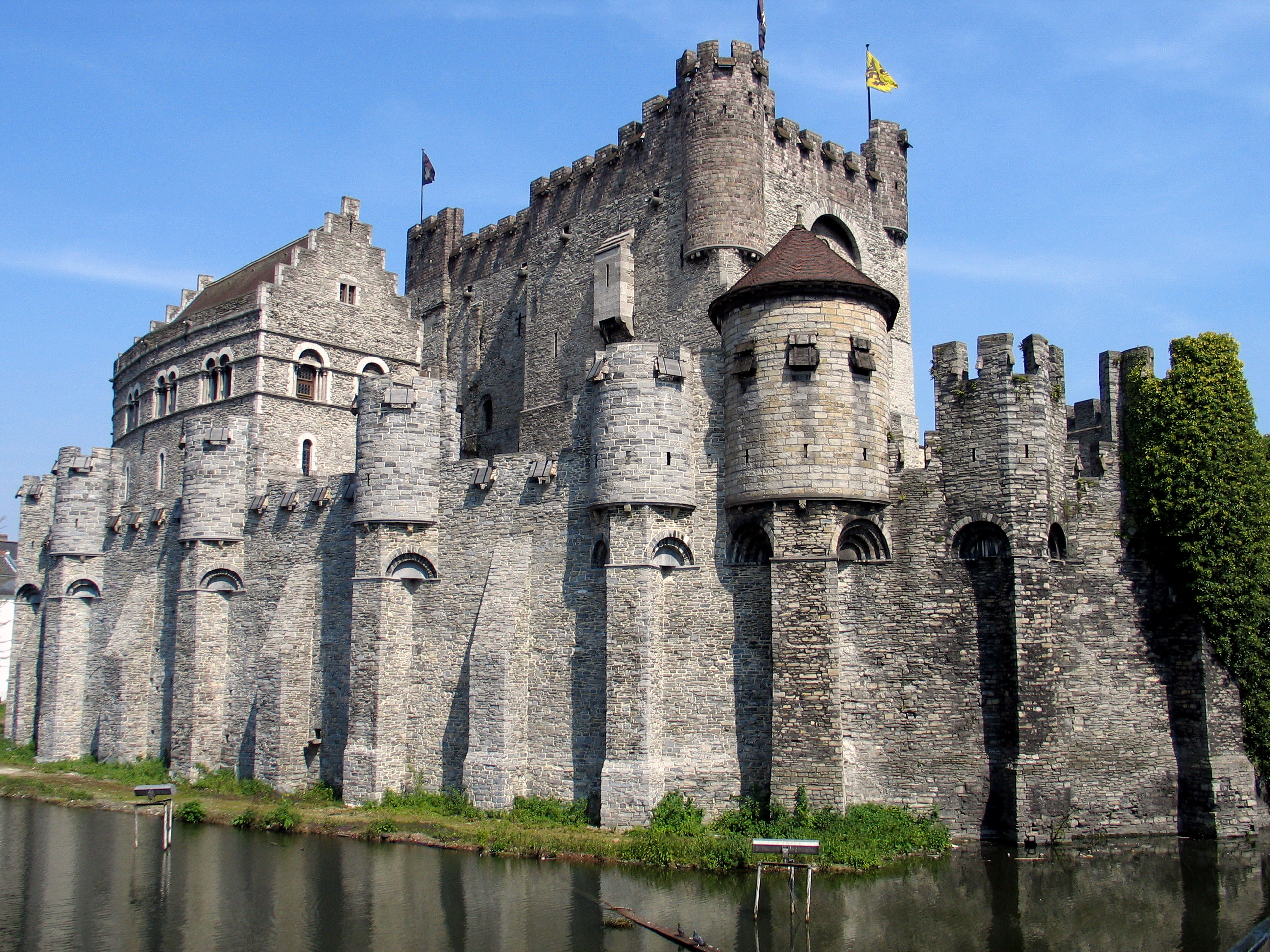
Gravensteen, Gent
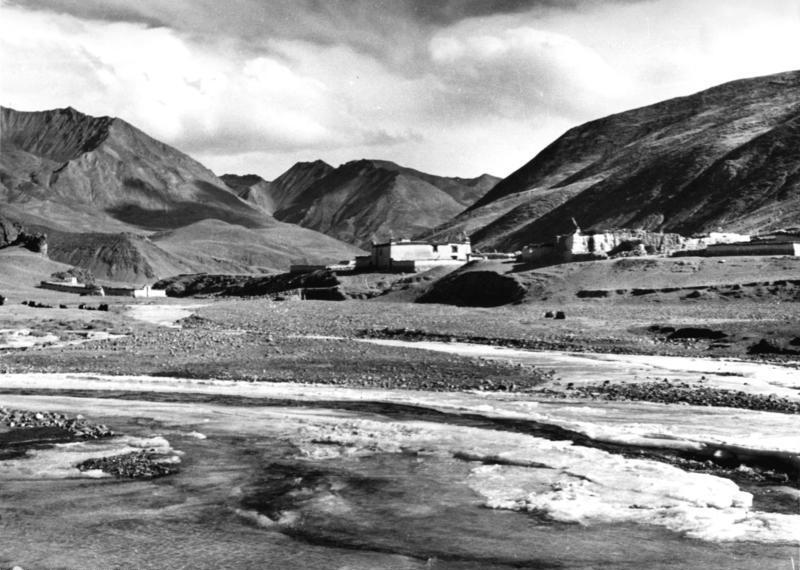
Ralung-klooster
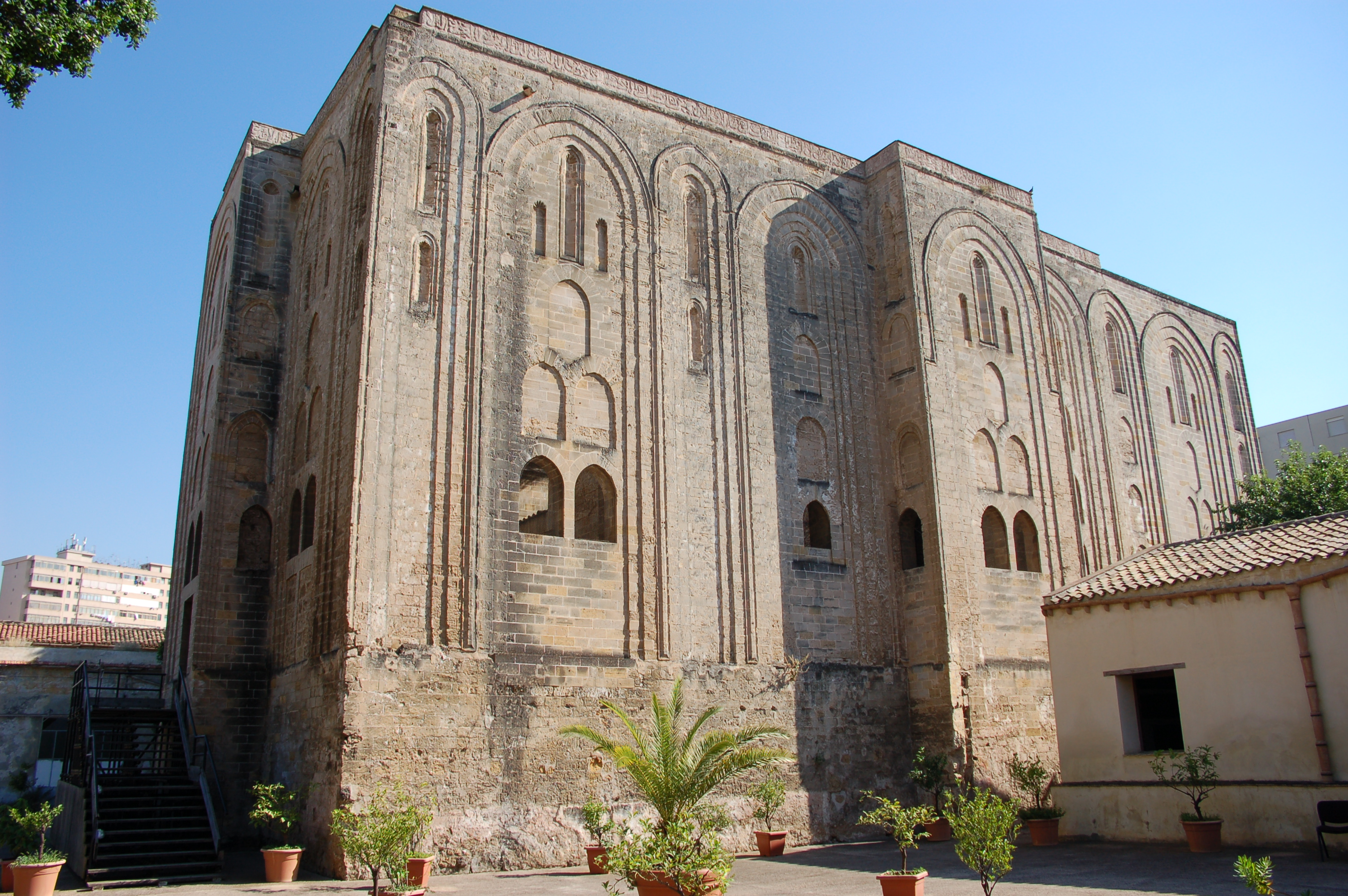
kasteel La Cuba in Palermo, gebouwd 1180
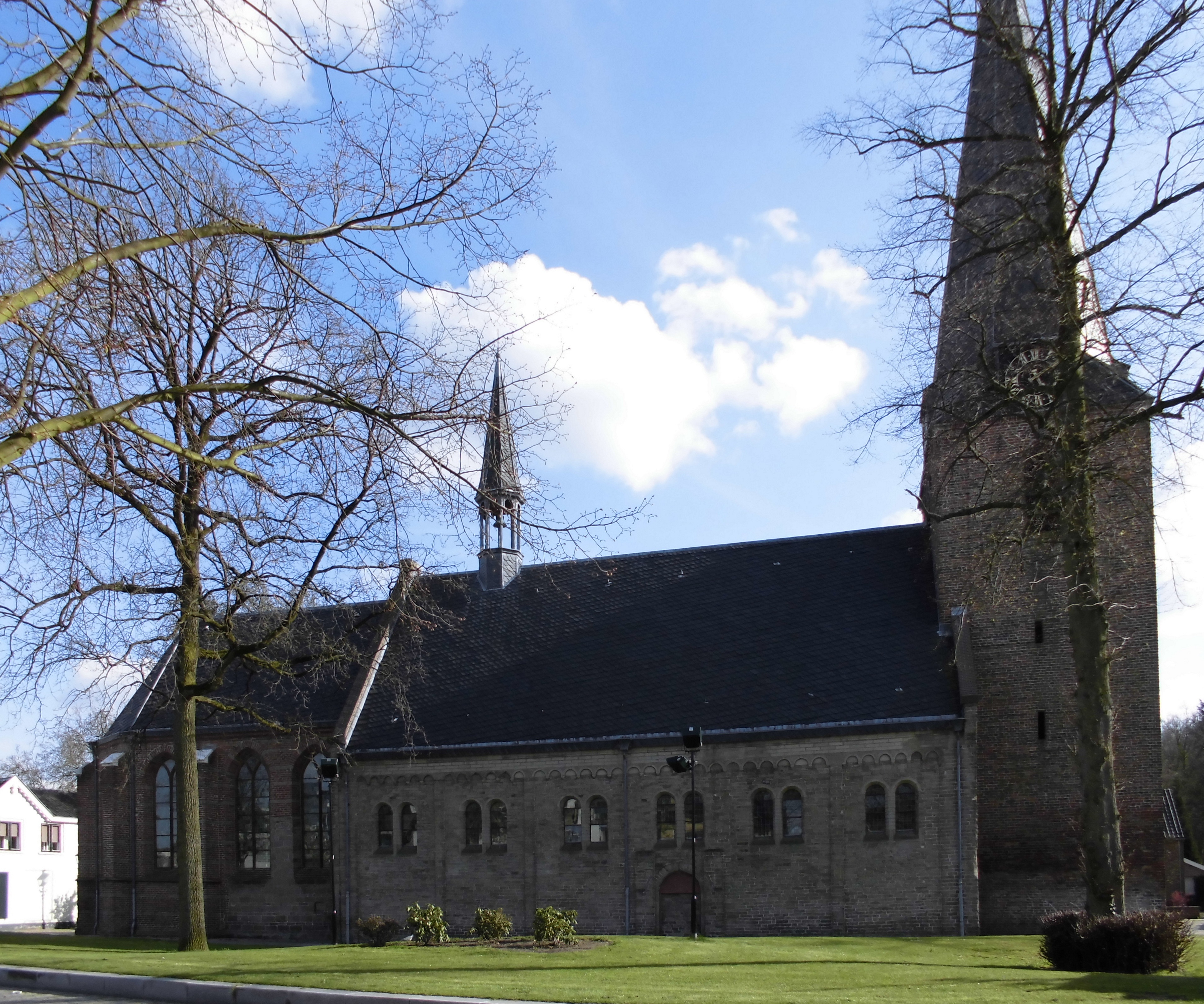
Maartenskerk in Doorn, gebouwd 1180
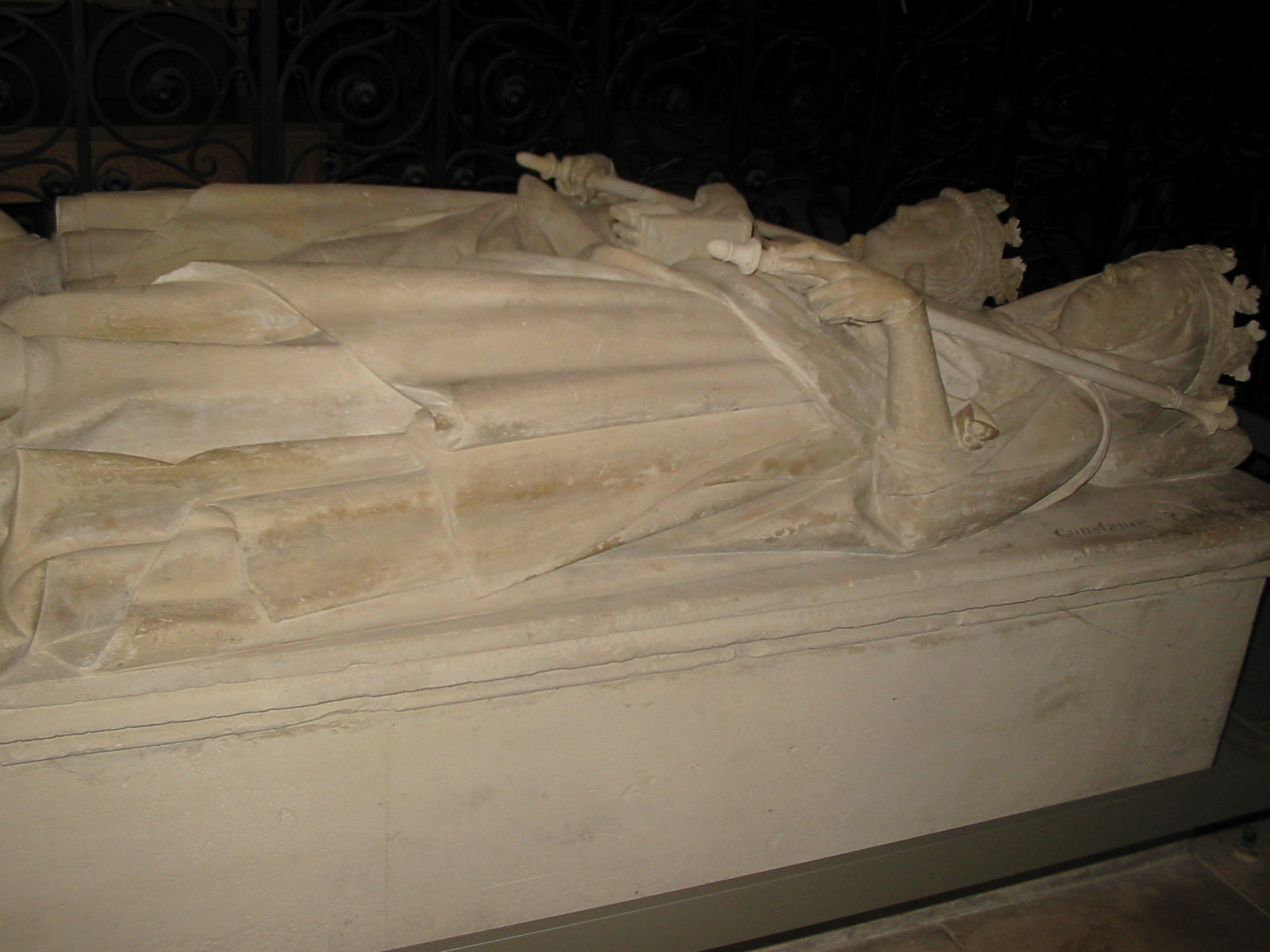
graftombe van Lodewijk VII
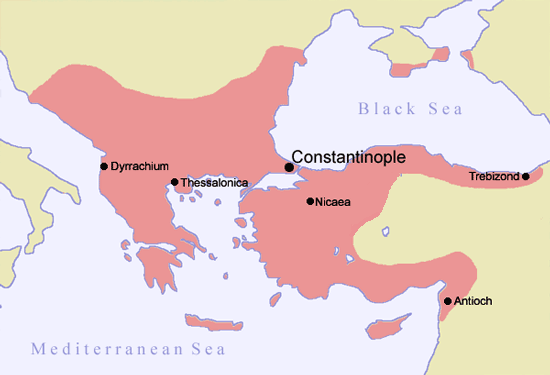
Het Byzantijnse Rijk bij de dood van Manuel I in 1180
Frankrijk in 1180

## Geboren
- 6 augustus - Go-Toba, keizer (1183-1198) en insei-keizer (1198-1221) van Japan
- Berenguela, koningin van Castilië en Leon (1217)
- Gilbert de Clare, graaf van Hertford en Gloucester
- Sancha van Portugal, Portugees kloosterstichtster
- Albert IV, graaf van Tirol (jaartal bij benadering)
- Alfons II, graaf van Provence (jaartal bij benadering)
- Caesarius van Heisterbach, Duits schrijver (jaartal bij benadering)
- Dirk I van Brederode, Nederlands edelman (jaartal bij benadering)
- Erik X, koning van Zweden (1208-1216) (jaartal bij benadering)
- Hendrik II de Rijke, graaf van Nassau (1198-1247) (jaartal bij benadering)
- Otto I, hertog van Meranië (jaartal bij benadering)
- Sigurd Magnusson, tegenkoning van Noorwegen (jaartal bij benadering)

## Overleden
- 23 januari - Everhard I van Berg-Altena, graaf van Mark
- 29 januari - Soběslav II (~51), hertog van Bohemen (1174-1178)
- 29 augustus - Adelbert IV, graaf van La Marche
- 18 september - Lodewijk VII (~60), koning van Frankrijk (1137-1180)
- 24 september - Manuel I Komnenos (59), keizer van Byzantium (1143-1180)
- 25 oktober - Johannes van Salisbury, Engels diplomaat, bisschop van Chartres
- 14 november - Laurentius O'Toole (52), aartsbisdom van Dublin
- Berthold I, graaf van Tirol
- Cono, graaf van Soissons
- Gosewijn III van Valkenburg, Limburgs edelman (jaartal bij benadering)
- Herbert Hoscam, aartsbisschop van Conza (jaartal bij benadering)
- Hugo IV, burggraaf van Châteaudun (jaartal bij benadering)
- al-Samawal, Arabisch wiskundige (jaartal bij benadering)